# Шамраевка (Киевская область)
Шамра́евка (укр. Шамраївка) — село в Белоцерковском районе Киевской области Украины.
Расположено в 22 километрах от станции Белая Церковь, около реки Раставицы.
Первое историческое упоминание о Шамраевке найдено ещё в XVI веке. Исходя с рассказов людей  —  там жил один козак, звали его Шамрай, был он мужественный,сильный,и справедливый.Из за него и пошло название села.
Население Шамраевки на 2023 год составляло 1540 жителей. В селе расположена Шамраевская ярмарка, свеклосахарный завод, вальцовая мельница. Близ села большое городище и 15 плоских курганов, обставленных кругом каменными глыбами.

## История
В ХІХ столетии село Шамраевка было волостным центром Шамраевской волости Васильковского уезда Киевской губернии. В селе была Покровская церковь.
С 7 марта 1923 по 17 июля 2020 года — в составе Сквирского района.

## Известные уроженцы
В Шамраевке родились:
Священнослужители Покровской церкви:
- 1775 — священник Иван Секачинский
- 1836—1855 — священник Феофан Яковлевич Богданович
- 1848 — священник диакон Василий Матушевич
- 1848—1855 — дьячок Григорий Рудкевич (Руткевич)
- 1855 — диакон Иван Бутовский
- 1862 — священник Степан Стасиневич

- Авраменко, Степан Степанович (1918—2010) — первый секретарь Амурского обкома КПСС (1964—1985), председатель Новосибирского облисполкома (1959—1964).
- Таисия Повалий — бывшая народная певица Украины.